# Liu Binbin
Liu Binbin (en chino tradicional: 劉彬彬; en chino simplificado: 刘彬彬; pinyin: Liú Bīnbīn; Meixian, Meizhou, Cantón, 16 de junio de 1993) es un futbolista chino que juega en la demarcación de extremo izquierdo para el Shandong Taishan de la Superliga de China.

## Selección nacional
Hizo su debut con la selección absoluta de China el 13 de diciembre de 2014 contra Kirguistán en un partido amistoso que finalizó con un resultado de 4-0 a favor del combinado chino tras los goles de Wu Lei, un doblete de Yang Xu y un autogol de Ildar Amirov para China.

## Clubes
| Club             | País  | Año   | Partidos | Goles |
| ---------------- | ----- | ----- | -------- | ----- |
| Shandong Taishan | China | 2012- | 278      | 30    |